# Franco Acosta
Franco Acosta Machado (ur. 5 marca 1996, zm. 6 marca 2021) był zawodowym piłkarzem z Urugwaju, który grał jako napastnik.

## Kariera klubowa
Urodzony w Montevideo Acosta dołączył do młodzieżowego zespołu Centro Atlético Fénix w 2009, mając 13 lat. 23 listopada 2013 zadebiutował w pierwszym zespole, wchodząc jako rezerwowy w drugiej połowie w przegranym 1:0 u siebie meczu z Liverpoolem o mistrzostwo Primera División.
Acosta strzelił swojego pierwszego profesjonalnego gola 16 lutego 2014, zdobywając drugiego gola w wygranym 3:0 wyjazdowym meczu z Racing Club de Montevideo. 1 lipca zgodził się na umowę z SC Braga, ale we wrześniu wrócił do Fénix.
Acosta został ostatecznie włączony do głównego składu i pojawił się w ośmiu meczach, strzelając raz. W dniu 19 stycznia 2015 roku podpisał półroczny kontrakt z Villareal CF, gdzie grał w rezerwach Segunda División B.
15 stycznia 2018 Acosta dołączył do Racing de Santander na wypożyczenie do końca sezonu. Acosta został następnie wypożyczony do Plaza Colonia na 2019. Opuścił Villareal pod koniec 2019 i pozostał bez klubu do 10 sierpnia 2020, kiedy podpisał kontrakt z Atenas de San Carlos.

## Śmierć
6 marca 2021, dzień po swoich 25. urodzinach, Acosta zniknął po próbie przepłynięcia wraz z bratem przez Arroyo Pando, położone w departamencie Canelones w Urugwaju. Dwa dni później, 8 marca 2021, znaleziono jego ciało i uznano za zmarłego na miejscu zdarzenia.